# 불면증

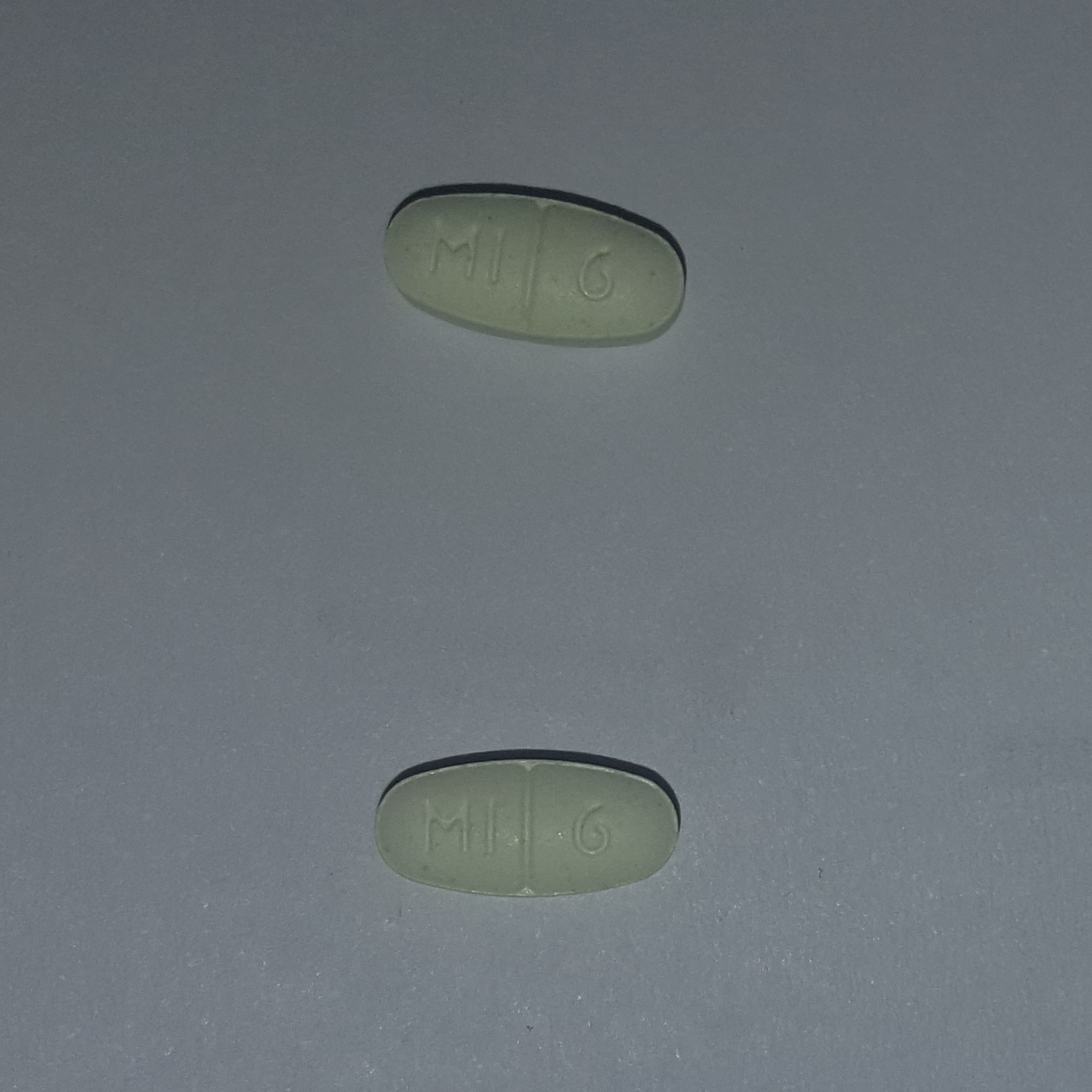
명세핀정 6mg (명인제약)

불면증(不眠症, 문화어: 잠장애, 영어: insomnia 또는 sleeplessness)은 잠을 제대로 잘 수 없는 증상을 보이는 수면장애이다. 보통은 잠들기가 어려운 입면 장애와 자는 도중 자주 깨거나 너무 일찍 잠에서 깨어나는 수면유지 장애를 뜻한다. 밤에 충분히 자지 못하면 수면 부족 상태가 되어 낮 동안 졸음, 피로감, 의욕 상실 등을 초래해 자동차 사고의 원인이 되거나, 일상생활에 지장을 준다. 이 질병은 단기적으로는 며칠 또는 몇 주, 장기적으로는 한 달 이상 지속될 수 있다.
불면증의 원인은 심리적 스트레스, 만성통증, 심부전, 갑상선 기능 항진증, 속쓰림, 하지불안증후군, 폐경기, 약물 복용과 카페인, 니코틴, 에탄올의 섭취이다. 다른 위험 요인으로는 교대 근무와 수면 무호흡증이 있다. 불면증의 진단은 수면 습관과 잠재적인 원인에 대한 검사에 기반한다. 잠재적인 수면장애를 찾기 위해 수면다원검사를 시행할 수 있다.
대부분의 경우 불면증 치료의 첫걸음은 수면위생과 생활습관을 바꾸는 것이다. 수면위생은 일관된 취침시간, 충분한 양의 햇빛 쬐기, 조용하고 어두운 침실, 규칙적인 운동을 포함한다. 또한 인지행동치료가 도움이 될 수 있다. 수면제도 도움이 될 수 있으나 외상, 치매, 탐닉을 유발할 수 있다. 따라서 네 주나 다섯 주 이상의 수면제 복용은 권장되지 않는다. 대체의학의 효과와 안정성은 검증되지 않았다.
대한민국 20세 이상 성인 500명을 대상으로 한 한국보건사회연구원의 연구 결과에 의하면, 지난 한 달간 불면증을 경험한 적이 있다고 응답한 비율이 73.4%로 조사되었다. 65세 이상의 사람과, 여성의 발병률이 높다. 불면증에 대한 묘사는 고대 그리스 혹은 그 이전부터 있었다.

## 증상
습관적으로 잠을 이루지 못하며, 짧고 단속적인 수면, 얕은 수면, 꿈을 많이 꾸는 수면 등 수면의 양이나 질이 문제가 되는 경우가 해당된다. 만성 불면증으로 이어지면, 두통과 소화 불량을 일으키며, 짜증을 잘 내는 등 일반적인 신경쇠약 증세가 나타난다. 정신병의 약 30%는 불면이 주증세가 되는데, 불면이 아닌데도 불면이라고 생각하는 경우도 있다.

## 원인
가벼운 불면증은 쉽게 회복될 수 있기 때문에 해롭지 않으나 습관성으로 나타나고 만성이 되면 몸에 나쁜 영향을 끼치게 된다. 가벼운 불면증은 커피나 홍차 등의 카페인을 많이 섭취해 흥분상태일 때, 혹은 각성제나 비타민제 등의 약제사용이 원인이 될 수 있다. 또한 환경변화나 스트레스 등으로도 불면증이 찾아 올 수 있다. 만성 불면증은 뇌혈행 장애성과 자율신경 및 내분비의 이상, 천식이나 심장질환, 폐질환, 두통 등의 신체적 고통, 정신병 등으로 인해 자주 발생한다.
또한 불면증의 원인으로 수면에 대한 비합리적 신념을 들 수 있다. 수면에 대한 비합리적 신념은 수면의 도움이 되지 않는 안전행동을 촉발시키고 이는 인지적 각성을 일으키게 되고 결국 불면증을 유지하게 된다. 이것에 대한 예를 들어보면 ‘제대로 기능하기 위해서 8시간은 자야 한다’는 수면에 대한 비합리적 신념을 갖고 있는 사람이 수면에 대한 결핍을 느낄 경우, 낮잠을 자거나 늦게까지 침대에 깨어 있는 채로 누워 있는 등 부적절한 대처 행동(안전행동)을 하게 된다. 개인은 ‘안전행동’을 함으로써 수면에 대한 비합리적 신념을 교정하지 못하고 결국 이 안전행동으로 인해 비합리적 신념이 강화되고 그로 인해 불면증이 지속되는 악순환에 빠지게 된다.

## 치료
수면 환경을 좋게 해주는 것이 가장 중요하다. 또한 요가나 명상 등의 이완요법을 사용하기도 한다. 심각한 경우에는 약물 치료를 이용하기도 하지만 졸피뎀(상품명으론 '졸피드(한미약품)' 및 '졸피신(명인제약)', '졸피람(환인제약)' 등이 사용된다) 및 트리아졸람(상품명으론 '트리람(환인제약)' 및 '졸민(명인제약)' 등이 사용된다) 등 기존 벤조디아제핀계 불면증 치료제는 현행법상 향정신성 의약품이므로, 의존성이 문제가 되기도 하기 때문에 의사의 지시와 처방을 따라야 하지만, 최근 삼환계(TCA) 및 사환계(TeCA) 항우울제를 주성분으로 하는 비습관성 약제인 독세핀이나 트라조돈, 진정 작용이 강한 약제인 미르타자핀(상품명으론 '멀타핀(현대약품)' 및 '밀타(명인제약)' 등이 사용된다)을 쓰는 경우가 있으므로, 수면 유지가 곤란한 불면증 치료로 널리 쓰이고 있다. 니코틴이나 카페인, 술을 멀리하고 바나나나 상추 등 수면을 유도하는 음식을 섭취할 필요가 있다. 그리고 균형 잡힌 식습관도 중요하다.
불면증은 잠에 대한 생각의 왜곡, 즉 인지적 왜곡에 의해서 생기고 유지되는 특성이 있다. 불면증에 대한 가장 근본적인 치료는 불면증 인지행동치료이다. 인지행동치료는 불면증 환자가 가지고 있는 잠에 대한 잘못된 생각을 교정하고, 잠을 방해하는 행동을 줄이고 잠에 도움이 되는 행동을 늘리는 형태로 구성된다. 정신적인 긴장이 불면증의 중요한 원인 중 하나이다. 긴장을 줄이기 위해서 다양한 이완요법이 사용된다. 복식호흡, 심상법 등이 사용되며 기기를 이용한 바이오피드백(뇌파되먹이기치료 등)도 효과적이다.

### 알코올
불면증을 앓고 있는 사람들은 주로 술을 마심으로써 잠을 자고자 한다. 그러나, 수면을 유도하기 위한 알코올 섭취는 불면증의 또 다른 원인이다. 알코올을 장기간으로 섭취하는 것은 숙면과 렘수면을 방해한다.

### 식이요법
필라델피아의 식품영양학 박사 자넷 브릴은 미국의 건강 전문지 위민즈 헬스(Women's Health)를 통해서 숙면에 도움을 주는 음식 7가지를 소개했다.
- 스트링치즈
- 시리얼 한 그릇
- 무지방 그리스식 요거트
- 칠면조 살코기 두 조각
- 사과와 듬뿍 담은 땅콩 버터 한 숟가락
- 당근
- 바나나
- 상추

## 존재에 대한 추측

### 위협에 대한 대비
불면은 맹수의 공격이나 전쟁 등으로 생존이 위협당할 때 일시적으로 일어나는 현상이었다. 이것이 진화에 따라 인간의 몸에 남아 생기는 현상이다.

## 같이 보기
- 치명적 가족성 불면증
- 기면증